# Aleksandr Osipovič Gel'fond
Aleksandr Osipovič Gel'fond, in russo Алекса́ндр О́сипович Ге́льфонд? (San Pietroburgo, 24 ottobre 1906 – Mosca, 7 novembre 1968), è stato un matematico sovietico.
Nato a San Pietroburgo, si laureò all'Università di Mosca nel 1930, discutendo la tesi con Aleksandr Chinčin e Vjačeslav Stepanov. Subito dopo trascorse cinque mesi in Germania (a Berlino e Gottinga), dove lavorò con Edmund Landau, Carl Ludwig Siegel e David Hilbert. Nel 1931 diventò professore di matematica all'università di Mosca, mantenendo tale incarico fino alla morte. Dal 1933 insegnò anche all'Istituto di matematica Steklov. 
Nel 1939 fu nominato membro corrispondente dell'Accademia Sovietica delle Scienze per i suoi contributi nel campo della crittografia. Secondo Vladimir Arnold, durante la seconda guerra mondiale Gel'fond fu a capo del servizio di crittografia della Marina militare sovietica.

## Contributi
Gel'fond ottenne importanti risultati in molti campi della matematica, tra cui la teoria dei numeri, le funzioni analitiche, le equazioni integrali e la storia della matematica, ma è rimasto famoso per il teorema omonimo:  
- se α e β sono numeri algebrici, con α≠0 e α≠1, e se β non è un numero reale razionale, allora qualsiasi valore di αβ è un numero trascendente.

Questo è il famoso Settimo problema di Hilbert, del quale dimostrò un caso speciale nel 1929 quando era ancora uno studente, e che dimostrò completamente nel 1934. Lo stesso teorema fu dimostrato indipendentemente da Theodor Schneider, per cui è chiamato anche "teorema di Gel'fond-Schneider". Nel 1929 Gel'fond propose un'estensione del teorema nota come "ipotesi di Gel'fond", che fu provata da Alan Baker nel 1966.   
Prima di questo risultato solo di pochi numeri, tra cui pi greco ed il numero e, era stata accertata la trascendenza. La dimostrazione di Gel'fond ampliò in misura illimitata la classe dei numeri di cui è nota la trascendenza. Alcuni di essi hanno preso il nome di Gel'fond, tra cui:
- {\displaystyle 2^{\sqrt {2}}} noto come costante di Gel'fond-Schneider
- {\displaystyle e^{\pi }} noto come costante di Gel'fond